# Patricia Obee
Patricia Obee (ur. 31 października 1991) – kanadyjska wioślarka, srebrna medalistka olimpijska z Rio de Janeiro.
Zawody w 2016 były jej drugimi igrzyskami olimpijskimi, debiutowała w 2012. W Brazylii zajęła drugie miejsce w dwójce podwójnej wagi lekkiej, partnerowała jej Lindsay Jennerich. W tej konkurencji była srebrną medalistką mistrzostw świata w 2011 i 2014.